# 鈴木奈々 (アイドル)
鈴木 奈々（すずき なな、1975年7月21日 - ）は、日本の元アイドル、舞台女優。東京都出身。スターダストプロモーションに所属していた。

## 人物
雑誌モデルを経て、バラエティ番組『桜っ子クラブ』(テレビ朝日系列)のアイドルグループ「さくら組」のメンバーに加入。加入前は同じ「さくら組」のメンバーであった大山アンザらと共にミュージカル『美少女戦士セーラームーン』に出演し、初代・愛野美奈子 / セーラーヴィーナス役を演じた。
1994年当時公表されていたサイズは、身長163cm、B75cm、W57cm、H78cm。血液型はA型。この当時の髪型はショートヘアで、「ボーイッシュなスタイル」とも言われていた。
趣味は読書、CD集め、ピアス集め。耳たぶが薄く、イヤリングを付けるとすぐ取れてしまうため、ピアスの穴をあけたという。特技はスケートボード、バレーボール。

## 出演

### テレビ
- とんねるずの生でダラダラいかせて!! - おとなタイム（現役高校生による討論コーナー[3]）
- 桜っ子クラブ (1992年 - 1994年、テレビ朝日系列)

### 舞台
- ミュージカル 『美少女戦士セーラームーン』 (1993年 - 1994年、サンシャイン劇場 他) - 愛野美奈子 / セーラーヴィーナス 役

### CM
- 全国地方銀行バンクカード
- キリンビバレッジ 午後の紅茶
- NTTFAXでんえもん
- 明治製菓クリフ
- マクドナルド
- ディズニーランド
- 日清カップヌードル チキン＆ペッパー
- フィラデルフィア・クリームチーズ

### 雑誌
- プチバースデー
- プチセブン
- コンバットコミック